# Tenea

Mapa del Istmo de Corinto donde se aprecia la ubicación de Tenea.

Tenea (griego: Τενέα), es una antigua ciudad del noreste del Peloponeso, Grecia. A mitad de los 90 la localidad recuperó su antiguo nombre, Tenea. La sede del municipio está en Jiliomodi. 
La antigua Tenea fue emplazada aproximadamente a 15 kilómetros al sureste de Corinto y a 20 km al noreste de Micenas, poco después de la guerra de Troya. La tradición decía que sus primeros habitantes eran prisioneros de guerra a los que Agamenón permitió construir su propia ciudad. De ahí que el nombre de Tenea recuerde al de Ténedos, su ciudad de origen y se venere especialmente a Apolo. Otra tradición mítica señalaba que fue el lugar donde Pólibo crio a Edipo. Colonos de Corinto y Tenea en 734 a. C. o 733 a. C. bajo el liderato de Arquias fundaron la colonia conjunta de Siracusa en Sicilia.
Corinto fue destruido por el romano Lucio Mumio, pero Tenea subsistió, supuestamente porque ayudó a los romanos contra los corintios y la Liga Aquea.

## Arqueología
Los más antiguos hallazgos arqueológicos en la zona son de la llamada cueva de Klenia, donde se ha encontrado material que indica que fue habitada entre el periodo neolítico y la época otomana. 
En la colina Vuno, ubicada entre Jiliomodi y Klenia, se han encontrado restos arquitectónicos y cerámica perteneciente a un  asentamiento de la época prehistórica y del periodo comprendido entre los siglos VII y IV a. C. que posiblemente estuvo fortificado. Los hallazgos muestran que el lugar floreció durante los periodos arcaico y clásico. Destacados son los hallazgos de varios Kuros, uno de ellos conservado en la Gliptoteca de Múnich y otros dos conservados desde 2011 en el Museo Arqueológico de la Antigua Corinto.
Por otra parte, cerca de Jiliomodi, bajo la dirección de Elena Korka, se ha excavado un yacimiento arqueológico que consta de dos áreas, una de las cuales corresponde a una necrópolis de los periodos helenístico y romano, donde hay edificios adyacentes como un monumento funerario de época romana de dos pisos. En los enterramientos se han hallado esqueletos con abundante ajuar funerario compuesto por cerámica, joyas, monedas y otros objetos.  
La segunda área corresponde a los restos de los edificios residenciales de la antigua Tenea, que abarcan un marco cronológico comprendido entre el periodo helenístico temprano y la época romana tardía, con multitud de hallazgos de cerámica y monedas que muestran otro periodo de prosperidad en concreto durante la época de Septimio Severo. Se cree que el asentamiento fue afectado por la invasión de Alarico I y que posiblemente fue abandonado a finales del siglo VI.

## Véase también

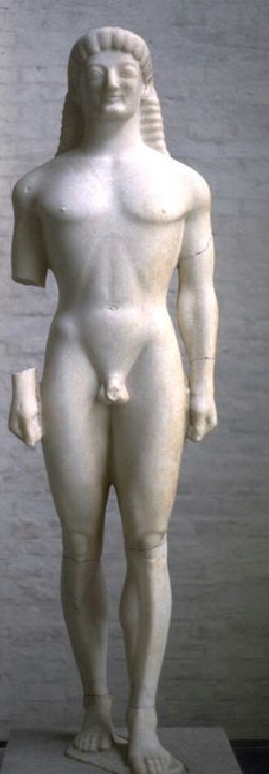
Kuros de Tenea expuesto en la Gliptoteca de Múnich.
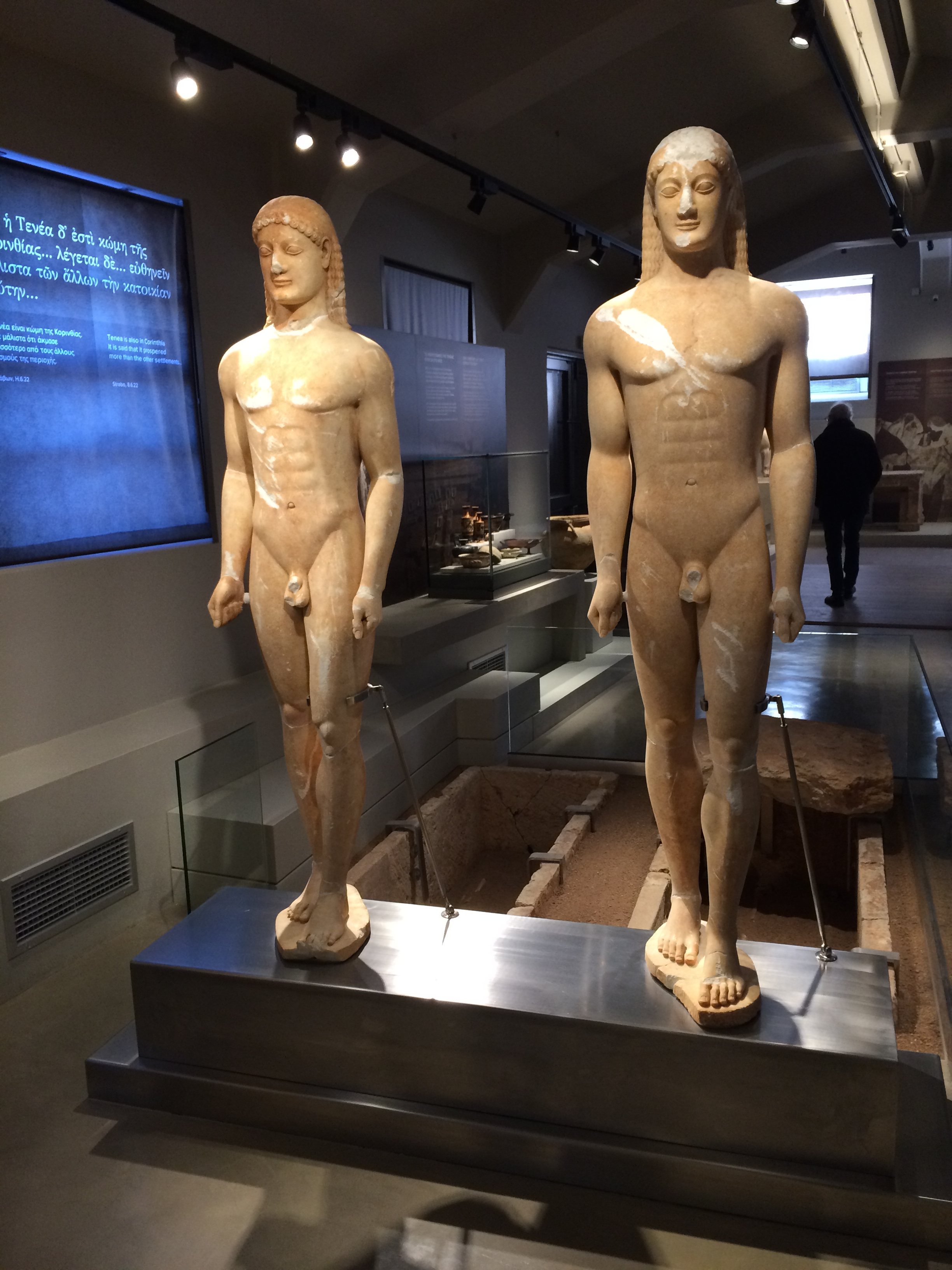
Los dos kuros de Tenea expuestos en el Museo Arqueológico de la Antigua Corinto.